# 주세페 운가레티

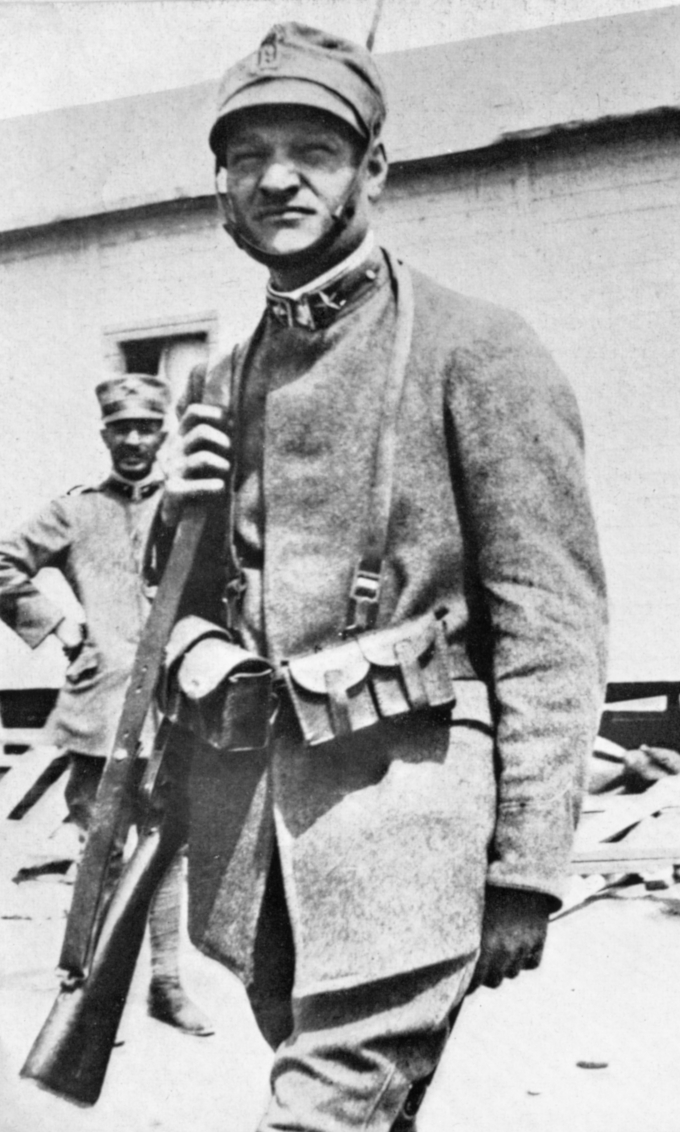
주세페 운가레티

주세페 웅가레티(이탈리아어: Giuseppe Ungaretti, 1888년 2월 8일 ~ 1970년 6월 2일)는 이탈리아의 시인이다. 이집트의 알렉산드리아에서 출생하였다. 소년 시절의 아프리카 생활에서 터득한 무(無)에의 감각으로서의 사막(砂漠), 재생의 상징으로서의 바다는 그의 영원한 이미지였다. 청년 시절엔 파리의 소르본 대학에서 배우고 아폴리네르 등과 사귀어 초현실주의 운동에도 참가하였다. 제1차 세계 대전 때에는 지원병으로 대(對) 오스트리아 전선에 참가하여 죽음에 처한 참호 속에서 일체의 허식을 떨쳐버린 단시(短詩)를 수첩에 썼다. 이것은 후일에 제1시집 <희열>(1914-19 사이의 시)로 정리 수록되어 소위 순수시파(純粹詩派)를 대두시켰다. 제2시집 <시간의 지각>(1915-35 사이의 시)은 그 내용상 3개 시기로 나뉘는데 그 제2기에서는 로마를 중심으로 하는 라치오 지방을 배경으로 유적(遺蹟)의 폐허를 통해서 느껴지는 인간상을 역사와 시인과의 비극적 의식 교감이라는 형식으로 표현하고 있다. 더욱이 제4시집 <비애>(1937-46 사이의 시), <약속된 땅>(1950), <외치는 소리와 풍경>(1952) 등의 저작이 계속 발표됨에 따라 초기의 구두점(句讀點)이 없는 짧은 단편시법(斷片詩法)은 자취를 감추고 보다 서정성을 더하며 시적 기법도 페트라르카와 타소에 접근하고 있다. 1965년의 대담집(對談集) <시인이라는 직업>에 의하면 그의 만년의 시는 바로크 예술의 출발점으로서의 미켈란젤로의 영향을 받은 바가 크다.